# Салка (аеродром)
Салка — аеродром експериментальної авіації Федерального казенного підприємства «Нижньотагільський інститут випробування металів» (ФКП «НТІВМ») у Свердловській області, за 7 кілометрів на північний схід від міста Нижнього Тагіла, поблизу села Покровського. Військове містечко мало номер 40 і назву «Сокіл» (нині Покровське-1).
Колишній військовий аеродром.
Аеродром класу В, здатний приймати літаки Іл-76, Ту-134, Ту-204, Як-42, Ан-12 і всі більш легкі, а також гелікоптери всіх типів.

## Історія
На аеродромі з 1953 по 1994 роки базувався 765-й винищувальний авіаполк (військова частина 40374) 20-го корпусу ППО 4-ї окремої армії ППО. На озброєнні полку стояли винищувачі МіГ-23П (раніше винищувачі-перехоплювачі Су-9).
Спочатку аеродром мав металеве покриття, в 1960 було здійснено реконструкцію, металеве покриття було замінено на бетонне.
У 1959 році на аеродромі створено льотно-випробувальну базу (ЛІБ) підприємства п/с: А-3628 (нині філія «НТІВМ» ФКП "НДВ «ГБІП Росії») для випробування авіаційних боєприпасів та систем озброєння. ЛІБ у різний час мала великий авіапарк: літаки МіГ-15, МіГ-17, МіГ-21, Ту-16, Іл-28, Су-7Б, Су-17, Су-24, Су-25, МіГ-29. ЛІБ мала також транспортні літаки та вертольоти Лі-2, Як-12, Іл-14, Ан-12, Ан-24, Мі-4, Мі-8, Мі-17, Мі-24. ЛІБ продовжує проводити льотні випробування.
У 1967 році було створено 806-й авіаремонтний завод (військова частина 48742) для капітального ремонту літаків Су-9, а пізніше МіГ-23УБ та МіГ-23П.
З 1979 по 1983 на східній стороні аеродрому розташовувалася 225-а окрема вертолітна ескадрилья (в/ч 19980) для обслуговування 42-ї ракетної дивізії РВСН (в/ч 34103), яка була передислокована в ЗАТО Свобода.
У 1994 році на основі полку створено єдину 1454 базу резерву авіаційної техніки (на ній містилися літаки МіГ-23П і МіГ-25), яка проіснувала до 2004 року. Паралельно на основі 806-го АРЗ було створено 1627 базу зберігання та оброблення, яка була ліквідована у 2006 році.
За історію аеродрому Салка сюди прилітали найрізноманітніші літаки та вертольоти. Найяскравіші події — приліт 7 липня 1988 з ОКБ Антонова літака Ан-124 «Руслан» і приліт 26 квітня 1990 урядової делегації на чолі з М. С. Горбачовим на літаку Іл-62М. З 1977 по 2005 роки на аеродромі працював заслужений військовий льотчик-випробувач Росії, Почесний громадянин Свердловської області Левіт Юрій Олександрович.

## Сучасність
21 квітня 2005 року аеродром Салка було передано з відання Міністерства оборони Російської Федерації у власність ФКП «НТІВМ» та отримав статус аеродрому експериментальної авіації. У перспективі на його основі можливе створення аеропорту Нижній Тагіл, припущення щодо цього періодично висловлюються в ЗМІ з 2007 року. Необхідність реконструкції аеродрому пов'язується зі створенням у регіоні особливої економічної зони «Титанова долина».
З 2015 року на базі аеродрому формується центр льотних випробувань новостворених безпілотних літальних апаратів.

## Аварії
- Наприкінці 1960-х катастрофа Су-9, льотчик — командир 765-го вап полковник Авдєєв Борис Костянтинович. Сталося зіткнення із землею після проходу БПРМ при попаданні в сніговий заряд під час заходу на посадку вночі.[7]
- Наприкінці 1960-х катастрофа Як-28 штурман — курсант Закіров загинув внаслідок пожежі під час заходу на посадку через приземлення поза ЗПС. Командиру екіпажу Сафронову вдалося врятувати.[7]
- 4 червня 1969 року розбився Міг-15УТІ під час розвідки погоди. Загинув екіпаж у складі командира ланки 3-ї ескадрильї майора Лєвшина Ю. І. та старшого лейтенанта Ілюшкіна Н. В.[8]
- 13 червня 1978 р. катастрофа Су-7 У, екіпаж: підполковник Панов Сергій Романов загинув. Пригода сталася під час розвідки погоди — заміряли нижній край хмарності, зіткнулися з сопкою.[7]
- У 1970-х роках у другій половині зазнав катастрофи літак, загинули льотчики Клановець та Герасименко.
- У 1970-х роках у першій половині зазнав катастрофи Су-9У через неприбирання закрилків зі злітного положення за швидкості понад 600 км/год і крен, що стався на малій висоті, загинув льотчик Шевченко Борис, оператор встиг катапультуватися із задньої кабіни за командою Шевченка і залишився живим.
- У 1970-х роках у середині зазнав катастрофи літак Су-9, падіння на аеродром при виході з низьких хмар, загинув льотчик Карасьов.
- У 1979 році в районі станції Іва (ЗАТО Свободний), розбився Су-9, що належав авіаремонтному заводу, льотчик залишився живим.
- У 1970-х роках у польоті вибухнула бомба на борту Іл-28, 2 члени екіпажу загинули, в живих залишився льотчик Акімов А. В.
- У 1990 році на стоянці згорів Ту-16.
- На початку 1990-х капітан Смирнов Валерій Олексійович посадив несправний МіГ-23П, за що був представлений до урядової нагороди.
- 15.07.1991 — зазнав катастрофи МіГ-23П, загинув капітан Хохлов Олександр Іванович.[9]
- 21.01.1992 — під час післяремонтного обльоту МіГ-23П, на 7-й хвилині польоту відбулася відмова двигуна, льотчик Мар'їн Валерій Миколайович катапультувався і залишився живим[9]
- 29.09.1992 — зазнав катастрофи Су-24М, загинув льотчик Капкаєв Алім Абубекерович.
- 17.04.1996 — у навчальному польоті з відпрацюванням посадки при вимкненому двигуні зазнав катастрофи Су-17УМ (Су-22), загинули льотчик Топоров Сергій Віталійович[10] і льотчик-інструктор Даниленко Володимир Михайлович.[11]